# 和合ケ丘
和合ケ丘（わごうがおか）は、愛知県愛知郡東郷町の町名。現行行政地名は和合ケ丘1丁目から和合ケ丘3丁目。

## 地理
東郷町北部に位置し、東は白鳥、西から南は大字和合、北は日進市南ケ丘・折戸町に接する。

## 歴史

### 沿革
- 1966年（昭和41年）8月18日 - 東郷村大字和合・諸輪の各一部より、同村和合ケ丘が成立[1][6]。
- 1969年（昭和44年） - 一部が日進町に編入され、同町和合ケ丘が成立[6]。
- 1969年（昭和44年）12月 - 日進町和合ケ丘全域が同町南ケ丘となり消滅[6]。
- 1970年（昭和45年）4月1日 - 町制施行に伴い、東郷町和合ケ丘となる[6]。

## 世帯数と人口
2015年（平成27年）10月1日現在の世帯数と人口は以下の通りである。
| 丁目          | 世帯数  | 人口    |
| ------------- | ------- | ------- |
| 和合ケ丘1丁目 | 253世帯 | 659人   |
| 和合ケ丘2丁目 | 367世帯 | 1,005人 |
| 和合ケ丘3丁目 | 237世帯 | 570人   |
| 計            | 857世帯 | 2,234人 |

### 人口の変遷
国勢調査による人口の推移
| 1995年（平成7年）  | 2,137人 | [ 7 ]  |  |
| 2000年（平成12年） | 2,124人 | [ 8 ]  |  |
| 2005年（平成17年） | 2,121人 | [ 9 ]  |  |
| 2010年（平成22年） | 2,170人 | [ 10 ] |  |
| 2015年（平成27年） | 2,234人 | [ 3 ]  |  |

## 学区
町立小・中学校に通う場合、学区は以下の通りとなる。
| 地域 | 小学校             | 中学校             |
| ---- | ------------------ | ------------------ |
| 全域 | 東郷町立高嶺小学校 | 東郷町立東郷中学校 |

## 施設
- 碧海信用金庫東郷支店
- 和合ケ丘集会所
- 特定非営利法人金曜グループスーパーハウス
- 日本空手道東空会
- すまいるプラザ和合ケ丘

## その他

### 日本郵便
- 郵便番号 : 470-0154[4]（集配局：日進郵便局[12]）。

## 参考資料
- 「角川日本地名大辞典」編纂委員会 編『角川日本地名大辞典 23 愛知県』角川書店、1989年。
- 『日本歴史地名大系 23 愛知県の地名』平凡社、1981年。
- 東郷町誌編さん委員会 編『東郷町誌 第二巻』1980年。